# 인체개조

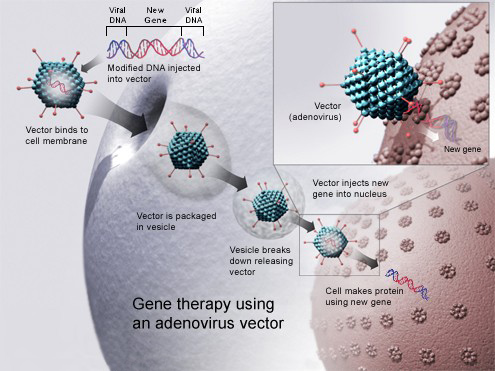
아데노바이러스 벡터를 이용한 유전자 치료

인체개조(human enhancement)는 신체적 또는 정신적 능력을 향상시키기 위해 인체를 자연적, 인공적 또는 기술적 변경으로 바꾸는 것이다.

## 누트로픽
다양한 수단을 통해 인간의 인지 능력을 강화할 수 있는 것으로 알려진 물질이 많이 있다. 이러한 물질을 누트로픽(nootropics)이라고 하며 인지 저하 및 다양한 장애가 있는 개인에게 잠재적으로 도움이 될 수 있지만 인지적으로 건강한 사람에게도 결과를 가져올 수도 있다. 일반적으로 누트로픽은 집중력, 학습, 기억 기능, 기분 및 경우에 따라 신체 두뇌 발달을 향상시키는 데 효과적이라고 한다. 일반적인 라세탐과 같은 방향성 약물도 있다. 자연적으로 발생하는 물질과 관련된 누트로픽도 있다. 일부 저자는 부부가 시간이 지남에 따라 유대감을 유지하는 데 도움이 되는 관계 향상으로 누트로픽을 탐구했다.

## 같이 보기
- 보조생식기술
- 신체 개조
- 복제 (생물학)
- 유전자 치료
- 유전공학
- 수명 연장
- 포스트휴머니즘
- 기술적 특이점
- 트랜스휴머니즘